# Steven Warner
Steven Warner (* 20. Jahrhundert) ist ein Spezialeffektdesigner. Er ist bekannt für seine Arbeit an Filmen wie Der Soldat James Ryan (1998), Gladiator (2000) und Der Marsianer – Rettet Mark Watney (2015). Seit 1994 war er an rund 40 Produktionen beteiligt.
Bei der Oscarverleihung 2016 ist er zusammen mit Anders Langlands, Chris Lawrence und Richard Stammers für den Oscar in der Kategorie Beste visuelle Effekte für den Film Der Marsianer – Rettet Mark Watney nominiert.

## Filmografie
- 1994: Ludwig van B. – Meine unsterbliche Geliebte (Immortal Beloved)
- 1996: Die Legende von Pinocchio (The Adventures of Pinocchio)
- 1996: Portrait of a Lady (The Portrait of a Lady)
- 1997: Event Horizon – Am Rande des Universums (Event Horizon)
- 1997: Wings of the Dove – Die Flügel der Taube (The Wings of the Dove)
- 1997: Verborgenes Feuer (Firelight)
- 1998: Der Soldat James Ryan (Saving Private Ryan)
- 1999: Plunkett & Macleane – Gegen Tod und Teufel (Plunkett & Macleane)
- 1999: Verlockende Falle (Entrapment)
- 2000: Gladiator
- 2000: Vertical Limit
- 2001: Black Hawk Down
- 2002: Killing Me Softly (Killing Me Softly)
- 2003: Jenseits aller Grenzen (Beyond Borders)
- 2003: Unterwegs nach Cold Mountain (Cold Mountain)
- 2004: Thunderbirds
- 2004: Das Phantom der Oper (The Phantom of the Opera)
- 2005: Königreich der Himmel (Kingdom of Heaven)
- 2005: Batman Begins
- 2006: Children of Men
- 2006: Ein gutes Jahr (A Good Year)
- 2006: Blood Diamond
- 2007: Zimmer 1408 (1408)
- 2007: Der Sternwanderer (Stardust)
- 2007: Die Gebrüder Weihnachtsmann (Fred Claus)
- 2007: Das Vermächtnis des geheimen Buches (National Treasure: Book of Secrets)
- 2008: James Bond 007: Ein Quantum Trost (Quantum of Solace)
- 2008: Defiance – Für meine Brüder, die niemals aufgaben (Defiance)
- 2009: Surviving Evil
- 2010: Kampf der Titanen (Clash of the Titans)
- 2011: The Devil’s Double
- 2011: Gefährten (War Horse)
- 2012: Zorn der Titanen (Wrath of the Titans)
- 2012: Ghost Recon: Alpha (Kurzfilm)
- 2012: Snow White and the Huntsman
- 2013: R.E.D. 2 (RED 2)
- 2014: Maleficent – Die dunkle Fee (Maleficent)
- 2014: Hercules
- 2014: Kingsman: The Secret Service
- 2015: Der Marsianer – Rettet Mark Watney (The Martian)

## Auszeichnungen
Oscar
- 2016: Nominierung in der Kategorie Beste visuelle Effekte für Der Marsianer – Rettet Mark Watney

British Academy Film Award
- 2016: Nominierung in der Kategorie Beste visuelle Effekte für Der Marsianer – Rettet Mark Watney[1]